# Thomas Ian Nicholas
 (mars 2023).
Pour les articles homonymes, voir Nicholas.
Thomas Ian Nicholas est un acteur, réalisateur et scénariste américain, né le 10 juillet 1980 à Las Vegas, Nevada (États-Unis) de parents d'origines italiennes, allemandes, irlandaises et anglaises. Il est surtout connu pour avoir tenu le rôle de Kevin Myers dans la saga American Pie. 

## Biographie

### Vie privée
Thomas a épousé Colette Marino, plus connue sous le nom de DJ Colette en 2007. Il a un garçon, Nolan River (né en 2012) et une fille prénommée Zoë Dylan (née le 13 avril 2016).

## Filmographie

### Comme acteur
| Année | Titre                         | Rôle(s)            | Réalisateur(s)                      |
| ----- | ----------------------------- | ------------------ | ----------------------------------- |
| 1992  | Le Rêve de Bobby              | Ferdie             | Richard Donner et David M. Evans    |
| 1993  | La Star de Chicago            | Henry Rowengartner | Daniel Stern                        |
| 1995  | Le Kid et le Roi              | Calvin Fuller      | Michael Gottlieb                    |
| 1996  | Judge and Jury                | Alex Silvano       | John Eyres                          |
| 1997  | A Kid in Aladdin's Palace     | Calvin Fuller      | Robert L. Levy (en)                 |
| 1999  | American Pie                  | Kevin Myers        | Chris Weitz et Paul Weitz           |
| 2000  | Haute Voltige sur Miami       | Rip                | Guy Manos                           |
| 2001  | American Pie 2                | Kevin Myers        | James B. Rogers                     |
| 2002  | Halloween 8: Résurrection     | Bill Woodlake      | Rick Rosenthal                      |
| 2002  | Les Lois de l'attraction      | Mitchell Allen     | Roger Avary                         |
| 2003  | American Pie 3: Marions-les ! | Kevin Myers        | Jesse Dylan                         |
| 2003  | Stealing Sinatra              | Frank Sinatra Jr.  | Ron Underwood                       |
| 2004  | L.A. D.J.                     | Thom               | Thomas Ian Nicholas                 |
| 2005  | Guy in Row Five               | Bradley            | Jonathon E. Stewart et Phil Thurman |
| 2006  | Cut Off                       | Pauly              | Gino Cabanas et Dick Fisher         |
| 2006  | Cattle Call                   | Richie Rey         | Martin Guigui                       |
| 2008  | Sherman's Way                 | Tom                | Craig Saavedra                      |
| 2008  | The Hitman                    | Jones              | J.D. Wilcox                         |
| 2009  | Life Is Hot in Cracktown      | Chad Wesley        | Buddy Giovinazzo                    |
| 2009  | The Bridge to Nowhere         | Eddie Stanton      | Christopher Gutierrez               |
| 2010  | La Beauté du geste            | Eugene             | Nicole Holofcener                   |
| 2010  | Fading of the Cries           | Michael            | Brian Metcalf                       |
| 2010  | The Chicago 8                 | Abbie Hoffman      | Pinchas Perry                       |
| 2010  | Let the Game Begin            | Tripp              | Amit Gupta                          |
| 2010  | InSight                       | Stephen Geiger     | ???                                 |
| 2010  | Not For Nothing               | Steve              | Matthew Bonifacio                   |
| 2012  | American Pie 4                | Kevin Myers        | Jon Hurwitz et Hayden Schlossberg   |
| 2015  | Zeroville Walt avant Mickey   | Walt Disney        | James Franco Khoa Le                |

### Télévision
- 1984 : Santa Barbara ("Santa Barbara") (série TV) : Steven Slade (1990)
- 1992 : The Fear Inside (TV) : Sean Cole
- 1992 : When No One Would Listen (TV) : Boy #1
- 1994 : Dr Quinn femme médecin : Richard
- 2000 : Haute Voltige sur Miami (Cutaway) (TV) : Rip
- 2001 : Romantic Comedy 101 (TV) : Igor Sullivan
- 2003 : Untitled Nicole Sullivan Project (TV)
- 2005 : Grey's Anatomy Episode 4 saison 2 : Jérémiah Tates
- 2005 : Médium Episode 7 saison 1 : Greg Watt

### Comme réalisateur
- 2004 : L.A. D.J.

### Comme scénariste
- 2004 : L.A. D.J.

### Comme musicien
Nicholas a sorti son premier album, "Without Warning" le 15 janvier 2008, suivi des albums "Without Warning Acoustic" le 28 février 2009 , "Heroes Are Human"  le 1er juin 2010. Son quatrième album est un EP éponyme sorti le 20 mars 2012, dans lequel le premier single "My Generation" figure également sur l' album de la bande-son american pie Reunion.  Son cinquième EP "security" est sorti  le 8 avril 2014.